# Bahi Ladgham
Bahi Ladgham (in arabo الباهي الأدغم‎?, al-Bāhī al-Adgham; Tunisi, 10 gennaio 1913 – Parigi, 13 aprile 1998) è stato un politico tunisino.
Viene considerato uno degli artefici della Tunisia moderna, fondatore dell'esercito nazionale, autore della "tunisizzazione" dell'amministrazione ed abile negoziatore.

## Biografia
Nacque il 10 gennaio 1913 da una famiglia povera e frequentò la scuola superiore Collège Sadiki a Tunisi.

### Primo Ministro
Come membro del Partito Socialista Desturiano, il 7 novembre 1969 fu nominato primo ministro tunisino dall'allora presidente Habib Bourguiba. Dopo meno di un anno, il 26 luglio 1970, Ladgham presenta le sue dimissioni dopo un duro scontro con il presidente. Verrà sostituito il 2 novembre dello stesso anno da Hédi Nouira, segnando la fine dell'esperienza del socialismo desturiano.

### Morte
Il 13 aprile del 1998 muore in un ospedale parigino a causa di un infarto, dopo esservi stato in cura per un certo periodo.